# Ржевская, Антонина Леонардовна
Антони́на Леона́рдовна Рже́вская (12 [24] февраля 1861, Ржев, Тверская губерния — 15 июля 1934, Таруса, Калужская область) — русская художница, одна из двух женщин-живописцев, принятых в Товарищество передвижных художественных выставок.

## Биография

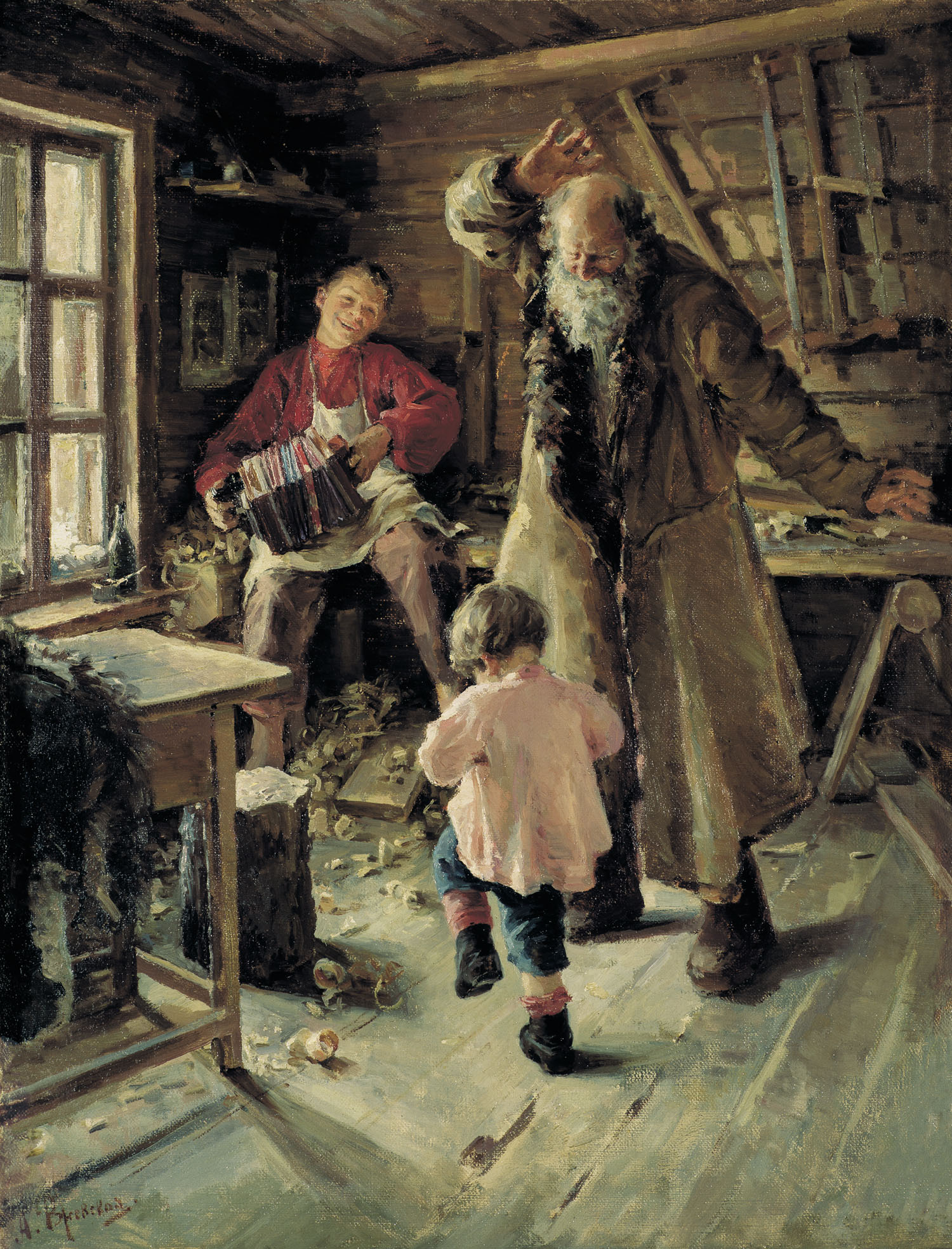
«Весёлая минутка», (1897), холст, масло, Государственная Третьяковская галерея.

Антонина Леонардовна Ржевская (урождённая Попова) родилась 12 (24) февраля 1861 года в городе Ржеве, Тверской губернии в богатой, но потом обедневшей дворянской семье помещиков Поповых Зубцовского уезда. Её дедом со стороны отца был отставной полковник Николай Попов, бабушкой Анна Егоровна. Со стороны мамы дедушкой был камергер и майор Иван Дмитриевич Нарышкин, а бабушкой — хоровая цыганка Раиса Николаева. После разорения отец Леонард Николаевич и мама Александра Ивановна с тремя детьми переезжают в 1875 году в Тверь, где Антонина поступает в Мариинскую женскую гимназию, а после переезда в Москву, в московскую четвертую женскую гимназию. С 1880 года в качестве вольнослушательницы училась в Московском училище живописи, ваяния и зодчества под руководством В. Е. Маковского. В это же время брала частные уроки у живописца Н. А. Мартынова. В 1886 году вышла замуж за представителя древнего рода Николая Федоровича Ржевского (1861—1928). В браке родила дочерей Елену и Антонину. Мастерская Антонины Ржевской находилась сначала в старом, а потом в новом шестиэтажном доходном собственном доме № 13 в Селезневском (Сущёвском) тупике в Москве.

### Товарищество передвижных художественных выставок

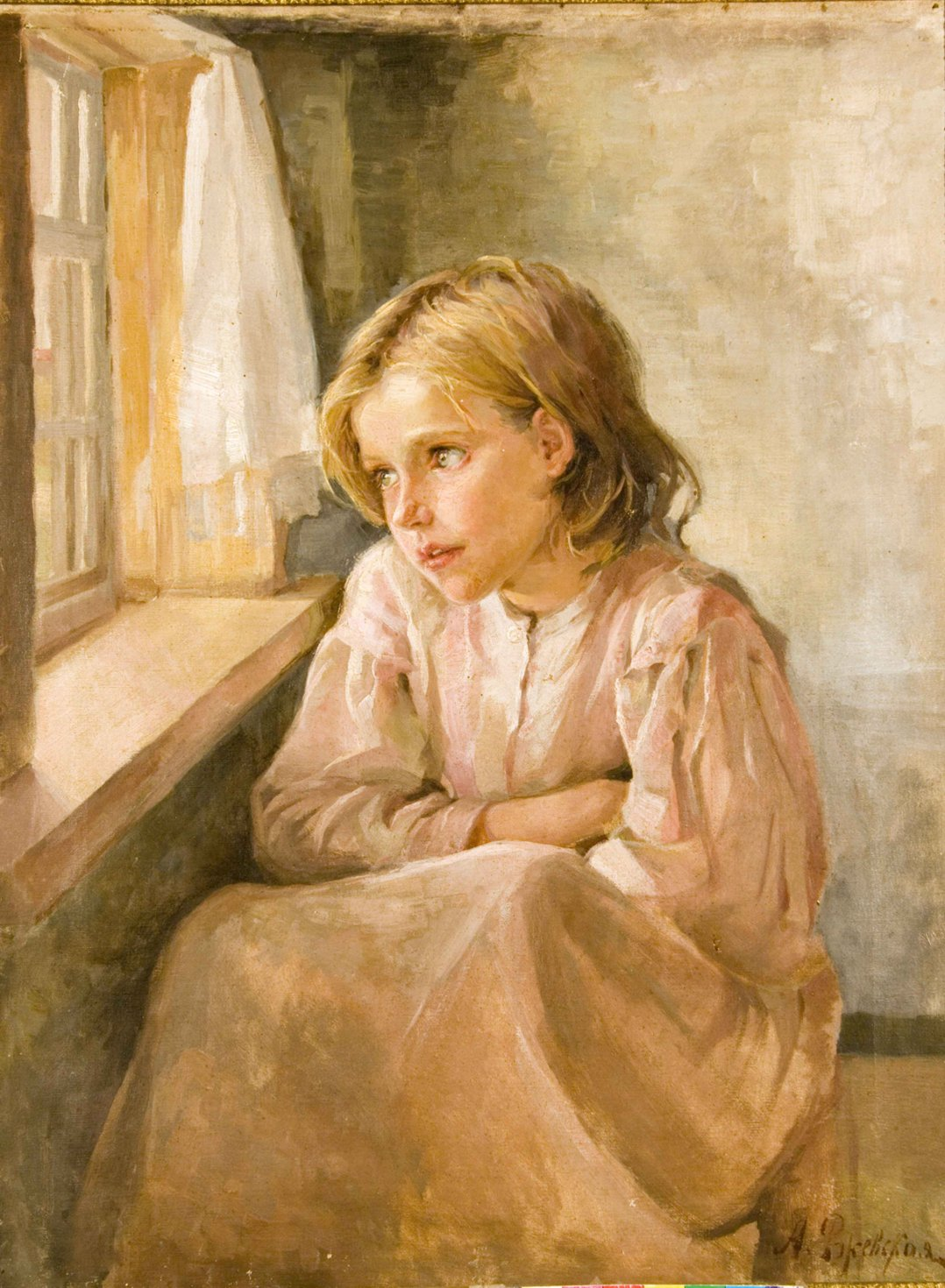
«Девочка у окна», (ранее 1934), холст, масло, Тарусская картинная галерея.

Начала выставляться на различных художественных выставках с 1892 года. В 1893 году картину «Сироты» приобретает для своей галереи известный московский книгоиздатель К. Т. Солдатенков.
С 1897 года экспонент Товарищества передвижных художественных выставок. Выставленная на юбилейной, XXV выставке ТПВХ картина «Весёлая минутка» приносит Ржевской большой успех. Ещё до выставки картину приобретает для своей галереи П. М. Третьяков. Картина выставлялась без указания авторства. По признанию внучки Ржевской Ирины Ватагиной, она боялась ставить свою подпись на картине из-за существовавших в то время дворянских предрассудков. На XXVI выставке ТПХВ 1898 года экспонировалась ее картина «Да исправится молитва моя!», местонахождение которой неизвестно. В 1899 году Ржевская была принята в члены Товарищества и стала второй и последней женщиной-живописцем, принятой в Товарищество. В 1913 году вышла из Товарищества, объяснив свой поступок в письме тогдашнему руководителю ТПХВ Н. Н. Дубовскому тем, что отдалилась от товарищей..
В 1903 году А. Л. Ржевская пишет ещё одно, имевшее большой успех полотно «Музыка». Картину приобретает для своей коллекции «Переславский Третьяков», меценат И. П. Свешников.

Искусствовед, директор Румянцевского музея Н. И. Романов писал о картине:
Особенно типична для нового искусства и по теме, и по исполнению прекрасная картина госпожи Ржевской «Музыка». Среди русских женщин-художниц госпоже Ржевской принадлежит теперь едва ли не первое место...

### Последние годы жизни
С 1915 года художница каждое лето приезжала в Тарусу к своему зятю, скульптору и художнику-анималисту В. А. Ватагину, после путешествия по Индии построившему по собственному проекту дом в Тарусе. Дом Ватагина запечатлен на картине Ржевской «Дом в Тарусе»После смерти жены Нины (второй дочери Антонины Ржевской) В. А. Ватагин женился на первой её дочери Елене. Свою жизнь при большевиках художница оценивала, как «абсолютную обособленность» при полном «разорении семейного гнезда».
C 1920 года вместе с другим выдающимся художником-передвижником Н. А. Касаткиным, организовавшим художественную просветительную студию для детей, тяжело больных костным туберкулёзом, работала в санатории «Захарьино» в деревне Куркино (c 1940 года Химкинский район Московской области). Специально для санатория А. Л. Ржевская написала фреску «Дети — цветы жизни». Подрабатывала заказами в кооперативе «Художник». Писала портреты (актрис Малого театра Н. Смирновой, Е. К. Лешковской, Е. Д. Турчаниновой), Любови Бялыницкой-Бирули, акварели. Замечательны картина «Девочка у окна» и акварель «Дом в Тарусе», экспонированные в Тарусской картинной галерее, а также акварель «Дедушка и внучка». Своим внучкам Людмиле, Ирине и Наташе художница посвятила воспоминания, написанные в 1931—1933 годах. Они так и называются «Мои внучки».
Умерла в 1934 году, похоронена на городском кладбище в Тарусе, где рядом также похоронены дочери Елена Польстер и Антонина Ватагина, зятья Адольф Польстер и Василий Ватагин, внучки Людмила Польстер и Ирина Ватагина, муж Людмилы Александр Файншмидт.

## Адреса
В Москве художница жила в собственном усадебном доме, купленном её супругом в 1895 году у А. П. Бессоновой, а с 1910 года — в новом шестиэтажном доходном, построенном Н. Ф. Ржевским в 1910 году в Селезневском (Сущёвском) тупике (совр. адрес Сущёвская улица, дом 16, стр. 8) по проекту архитектора Э. К. Нирнзее. Специально для неё Николай Фёдорович устроил на верхнем этаже дома остеклённую художественную мастерскую. Здесь на чаепитиях у Ржевской бывали многие известные художники того времени. Фрагмент интерьера этой мастерской запечатлён на картине художницы Надежды Бом-Григорьевой.
В советское время шестиэтажный доходный дом был надстроен двумя этажами. В марте—апреле 2015 года собственник здания, ВНИИА имени Духова, устроил его самовольный снос.

## Галерея

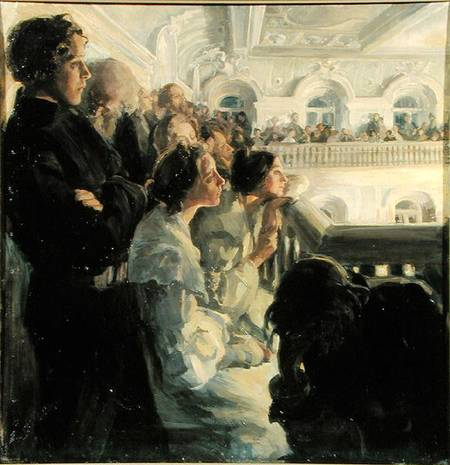
«Музыка», (1903), Нижнетагильский музей изобразительных искусств.
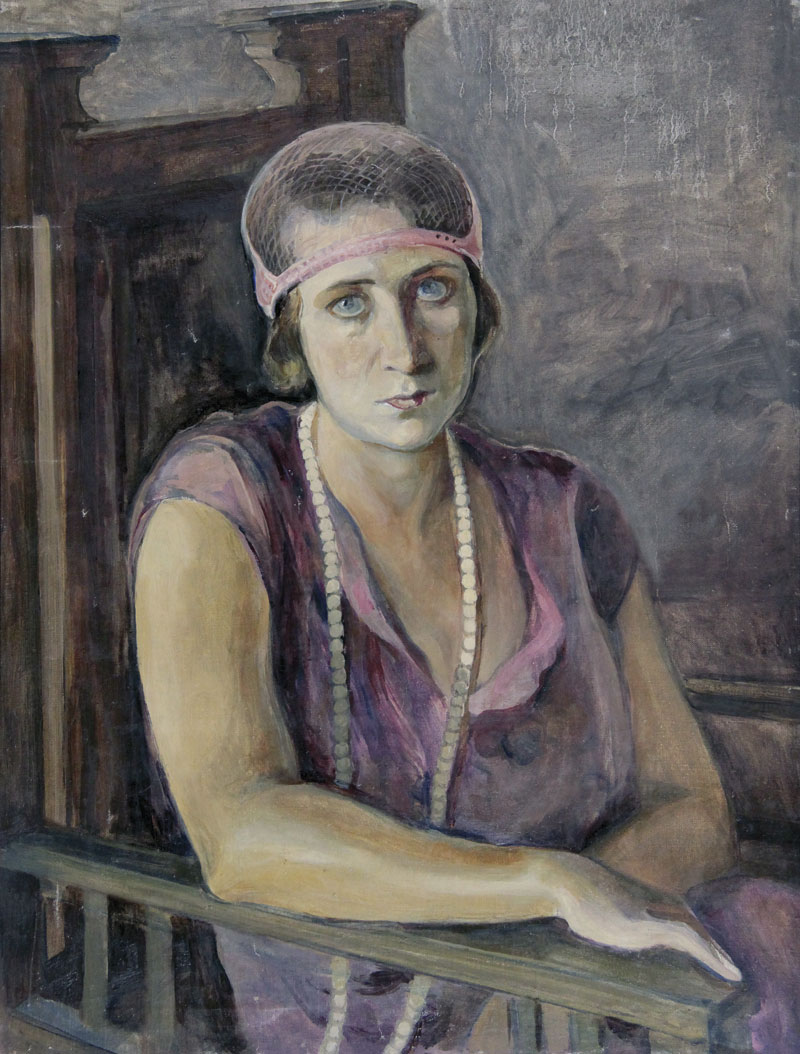
Портрет Любови Витольдовны Бялыницкой-Бируля, (начало 1930-х), частное собрание.
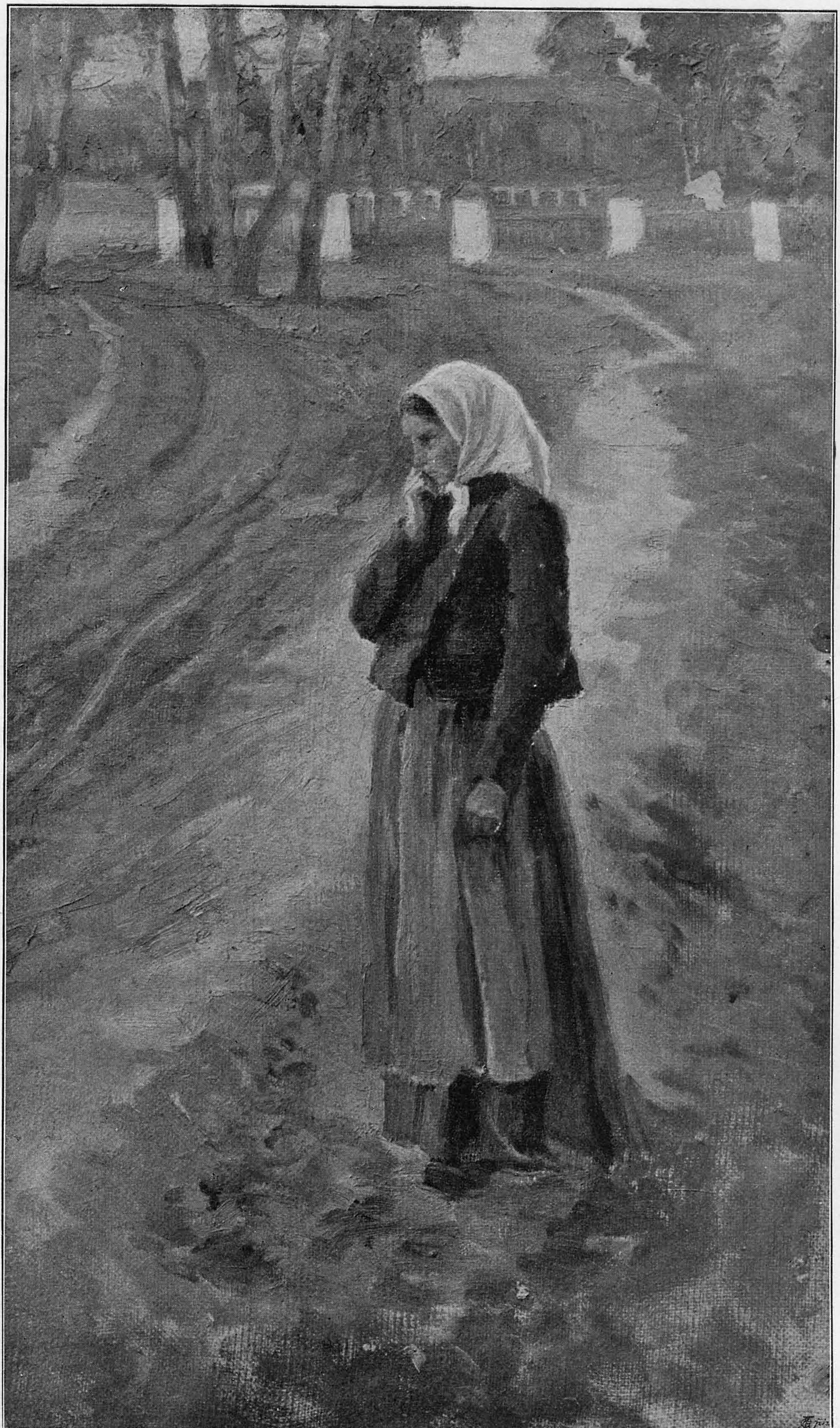
«Осень», (1901), Российская государственная библиотека.
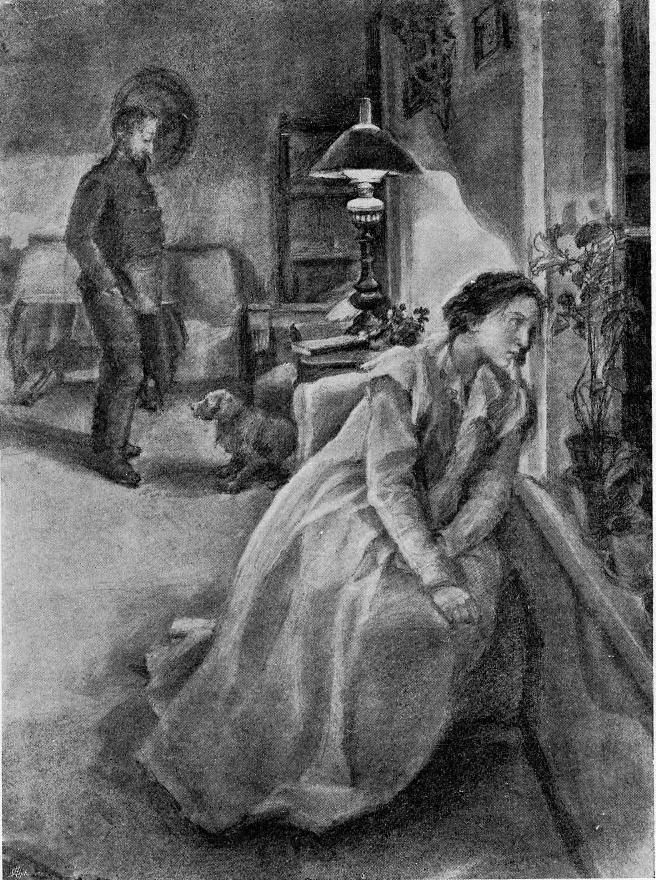
Иллюстрация к рассказу Н. П. Анненковой-Бернард «Дорожная встреча», (1901), Российская государственная библиотека.
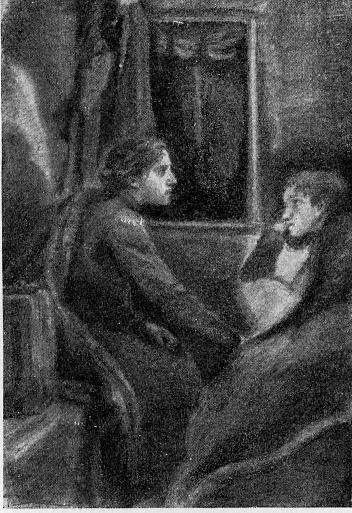
Иллюстрация к рассказу Н. П. Анненковой-Бернард «Дорожная встреча», (1901), Российская государственная библиотека.